# Faktis

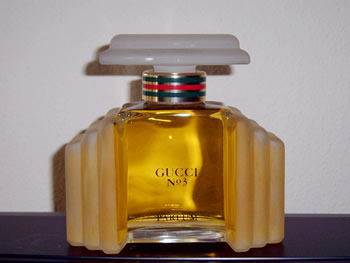
Faktis będący wiernym odwzorowaniem perfum Gucci No3

Faktis (fr. factice – sztuczny) – w branży perfumiarskiej, atrapa perfum będąca wiernym odwzorowaniem oryginalnego produktu. Taka atrapa może być wykorzystana jako dekoracja w sklepowej witrynie lub w materiałach reklamowych.
Faktis ma taki sam kolor i kształt jak oryginalne perfumy, może mieć również taką samą wielkość, choć często zdarza się, że jest większych rozmiarów, by lepiej się prezentować i przyciągać wzrok klienta. Ze względów praktycznych w środku takiego flakonika zamiast prawdziwych perfum znajduje się zwykle zabarwiona woda.
Faktisy mogą być również obiektem kolekcjonerskim.